# Собор Святого Мины
Собор Святого Мины (греч. Καθεδρικός Ναός Αγίου Μηνά) — православный храм на площади Венизелоса в городе Ираклионе на острове Крит (Греция), кафедральный собор полусамостоятельной Критской православной церкви Константинпольского Патриархата. Собор является одним из самых больших на территории Греции (вмещает до 8 тысяч человек).
Престольный праздник — 11 ноября (официальный выходной).

## История

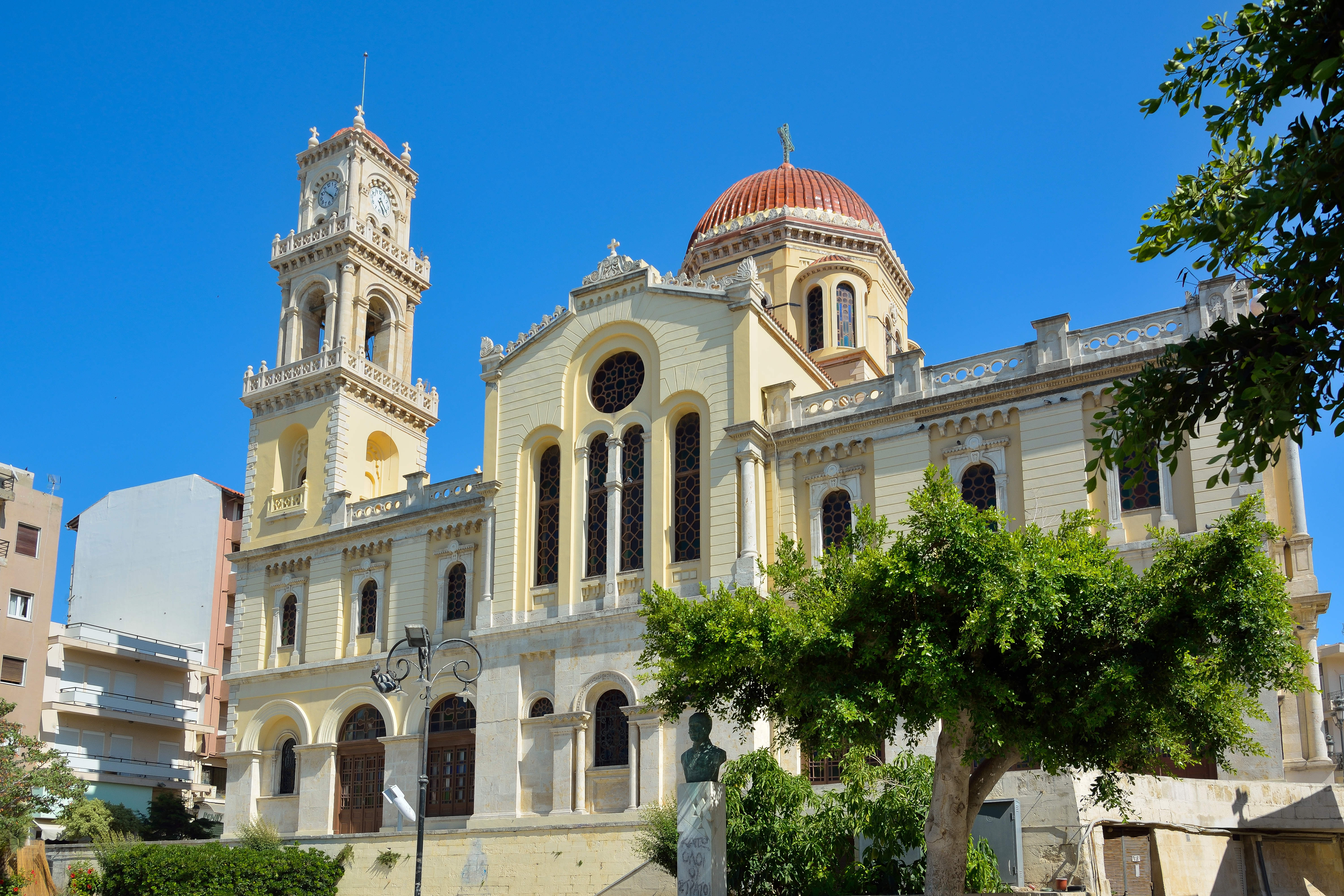

Первоначальная небольшая церковь святого Мины была построена в 1735 году и была кафедральным собором митрополитов Крита в период турецкой оккупации острова (в настоящее время церковь находится слева от главного входа в большой собор).
История повествует о событии, произошедшем на Пасху 1826 года, когда толпа турок-мусульман направлялась к церкви, чтобы разгромить христианский храм и расправиться с верующими. Появившийся конный офицер по имени Аян Ага (Ayan Agha) разогнал толпу заговорщиков, но греки-христиане восприняли это как чудесное вмешательство в происходящее святого Мины, после чего святой был объявлен покровителем Ираклиона. В своей книге «Άγιος Μηνάς» (1939) Георгиос Силламианакис утверждает, что святого Мину почитали в Ираклионе не только христиане, но и мусульмане.
Строительство большого трёхнефного собора началось 25 марта 1862 года под руководством архитектора Афанасия Моусисса и продолжалось в течение 33 лет (с перерывом 1866—1883). В начале строительства под алтарь в фундамент храма были положены золотые, бронзовые и серебряные монеты разных наций. В 1895 году собор был освящён митрополитом Тимофеем (Кастрийнояннисом) в честь святого Мины. Несмотря на продолжавшуюся турецкую оккупацию, празднование по случаю освящения собора продолжалось в течение трёх дней.
Собор построен с планировкой в виде равноконечного креста, с величественным куполом и двумя высокими звонницами. Его стены и своды построены в греко-византийском стиле, а мощные купола расписаны традиционными византийскими фресками.
Одним из современных чудесных покровительств святого Мины считают спасение собора от бомбардировки, происходившей 23 мая 1941 года, когда упавшая на крышу собора бомба не взорвалась. В честь этого события у северной стены собора расположен макет этой бомбы.

## Интересные факты
- Несмотря на то, что святой Мина является высокочтимым покровителем города, людей с подобным именем в Ираклионе практически нет. Данный факт объясняется тем, что в XIX веке брошенных детей оставляли на порогах храма, а в церковном приюте при соборе мальчиков называли Минами, что и стало ассоциироваться у жителей Ираклиона с малообеспеченностью и беспризорностью. В этой связи в греческих семьях избегают давать мальчикам имя Мина.[2]

## Галерея

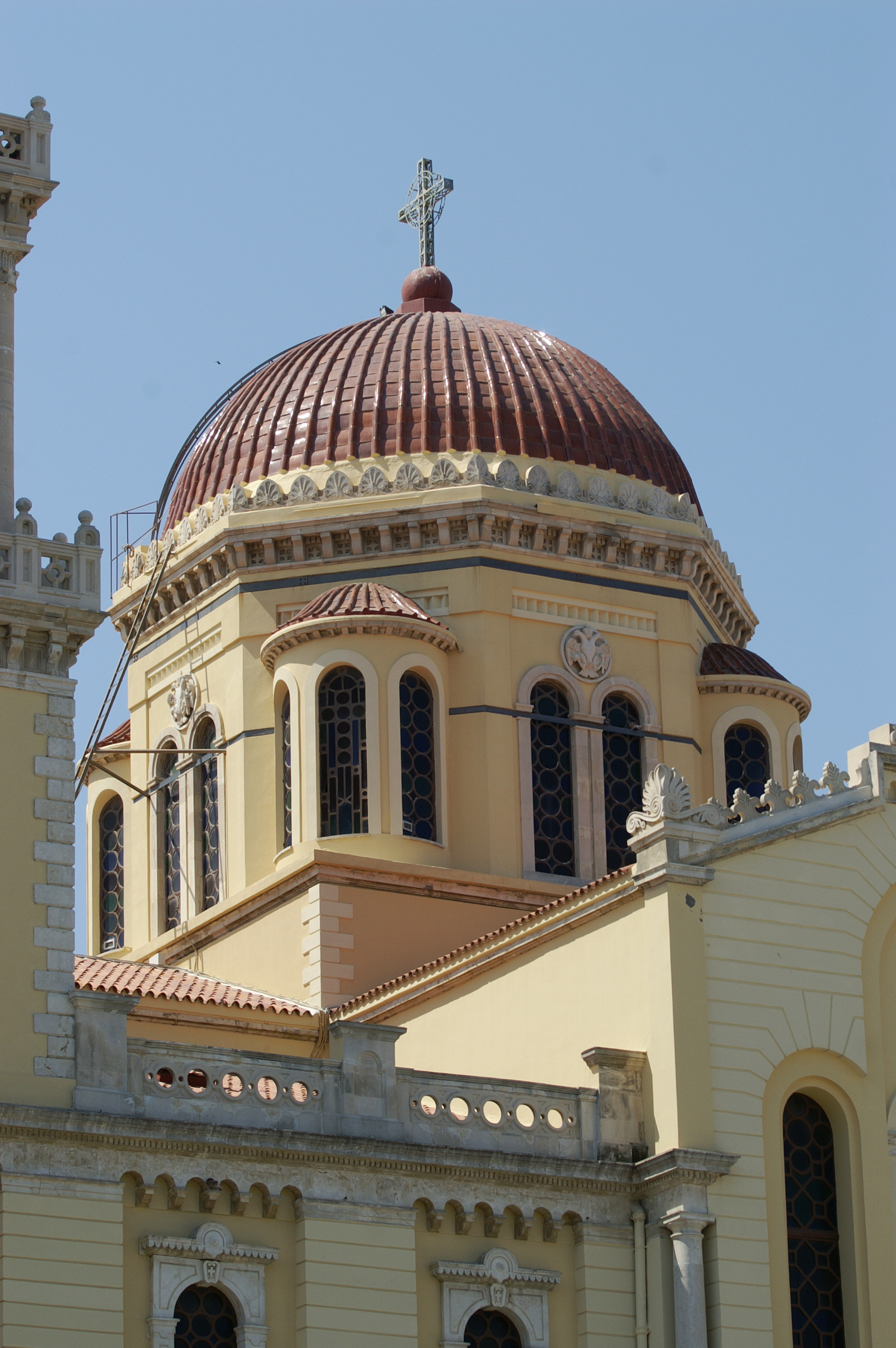
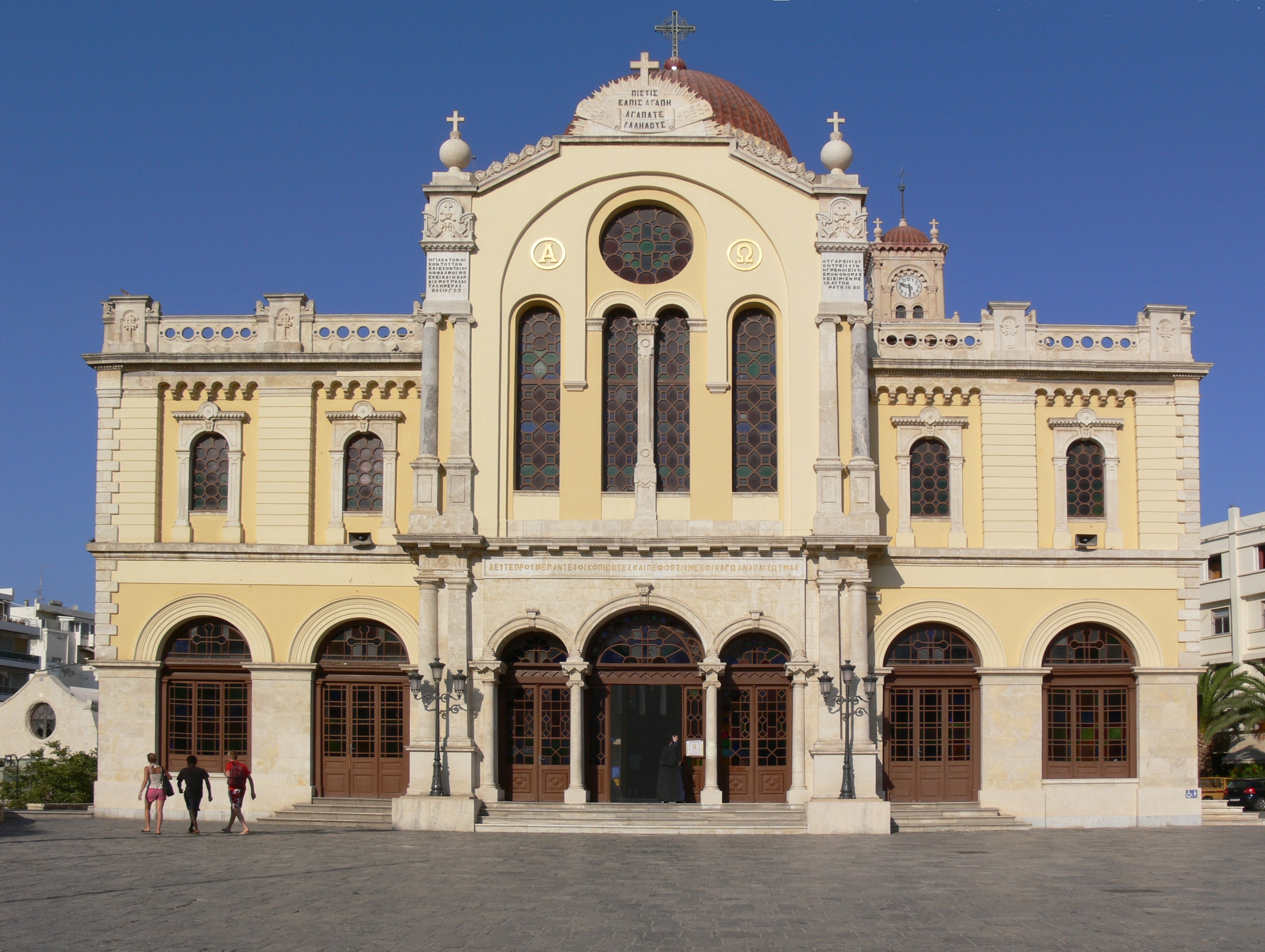
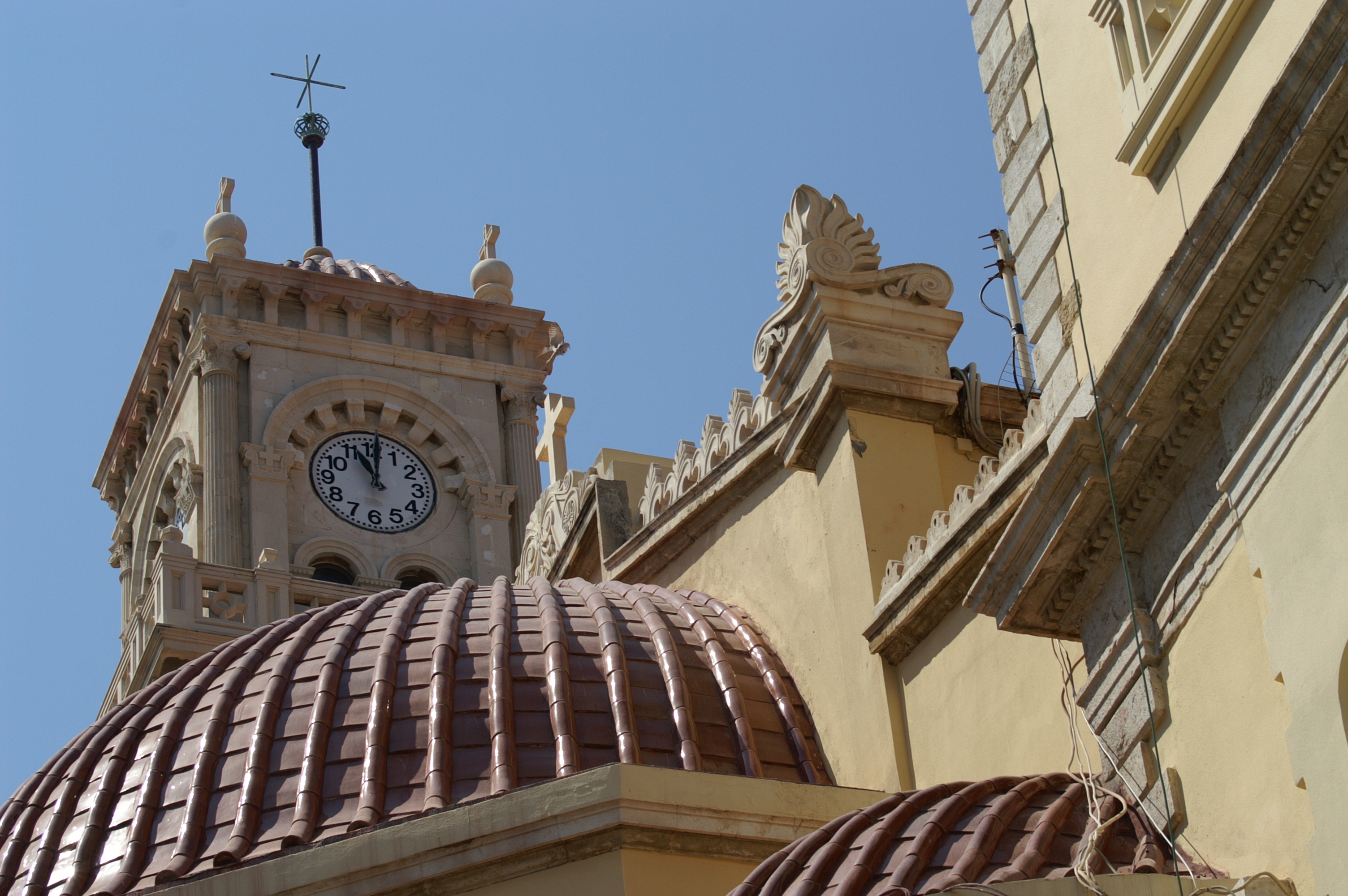
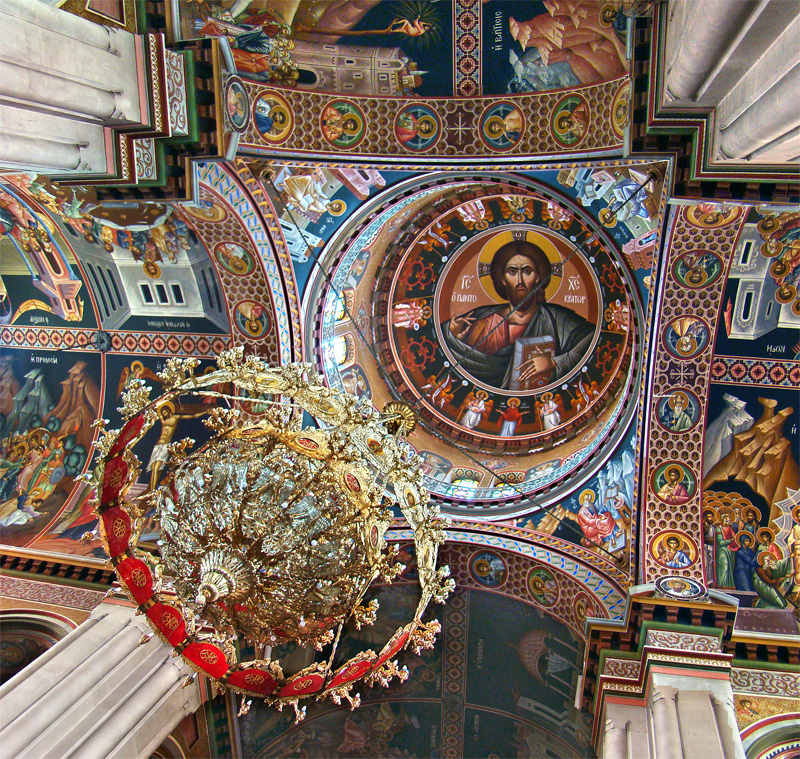
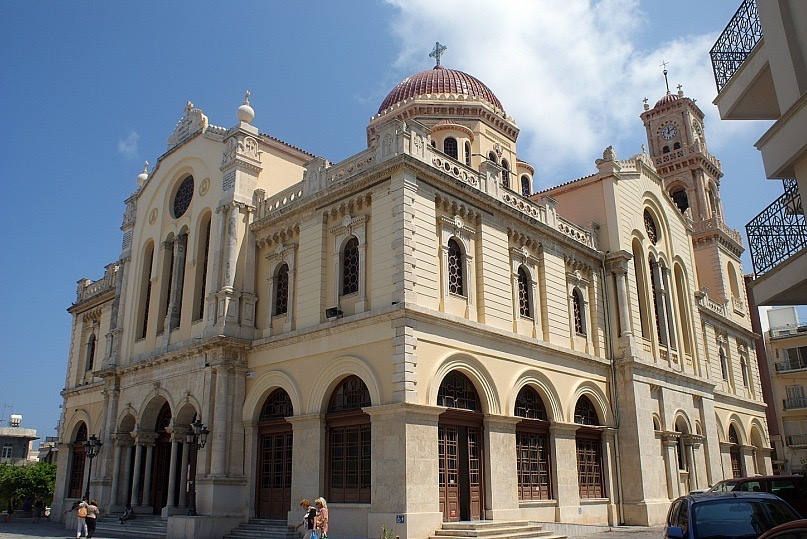